# Schwartz Árpád (orvos)
Schwartz Árpád (Nagyvárad, 1909. június 21. – Kolozsvár, 1960. december 30.) erdélyi magyar orvos, orvosi és természettudományi szakíró. Schwartz Róbert apja.

## Élete
Középiskolai tanulmányait a nagyváradi premontrei gimnáziumban végezte, Békéscsabán érettségizett, 1927-ben. 1929–34 között Gießenben, majd Bázelben folytatta orvosi tanulmányait, s a bázeli Orvostudományi Egyetemen szerzett diplomát. 1955-ben megkapta az orvostudomány kandidátusa fokozatot, 1960-ban elnyerte az orvostudomány doktora címet.
1935–38 között a nagyváradi szülészeti-nőgyógyászati kórházban alorvos, 1938–41 között a kolozsvári Ufarom gyógyszergyárban pedig orvos-biológus volt. Itt dolgozta ki az inzulin előállításának és gyártásának első hazai technológiáját. 1941-ben a zsidótörvények értelmében elbocsátották állásából, ekkor magánlaboratórium létrehozásával próbálkozott. 1942–45 között előbb munkaszolgálatos volt, majd deportálták. Hazatérve, 1946–50 között a kolozsvári Orvosi Kar Élettani Intézetében kutató, majd a Zsidó Kórház orvosa, ill. poliklinikai orvos; 1949-től haláláig a Bolyai Tudományegyetem, majd a BBTE tanára, az RNK Akadémiája kolozsvári fiókjának kutatója volt.
Első tanulmányát egy párizsi francia szakfolyóiratban közölte, 1934-ben. Hetvennél több tudományos dolgozatot jelentetett meg hazai és külföldi szaklapokban, több egyetemi jegyzetet írt román és magyar nyelven. Ismeretterjesztő írásait a Korunk, az Előre és az Igazság közölte.

## Művei
- Az inzulin című monográfia (Kolozsvár, 1957; újrakiadás: Bukarest, 1960)
- Magyar Autonóm Tartománybeli ásványvizek és gázömlések c. monográfia társszerzője (Szabó Árpáddal, Soós Ilonával, Bányai Jánossal és Várhelyi Csabával, Bukarest, 1957)
- Az ember és az állat fiziológiája c. egyetemi tankönyve 1950–59 között több kiadásban is megjelent.